# Old Colombo Dutch Hospital

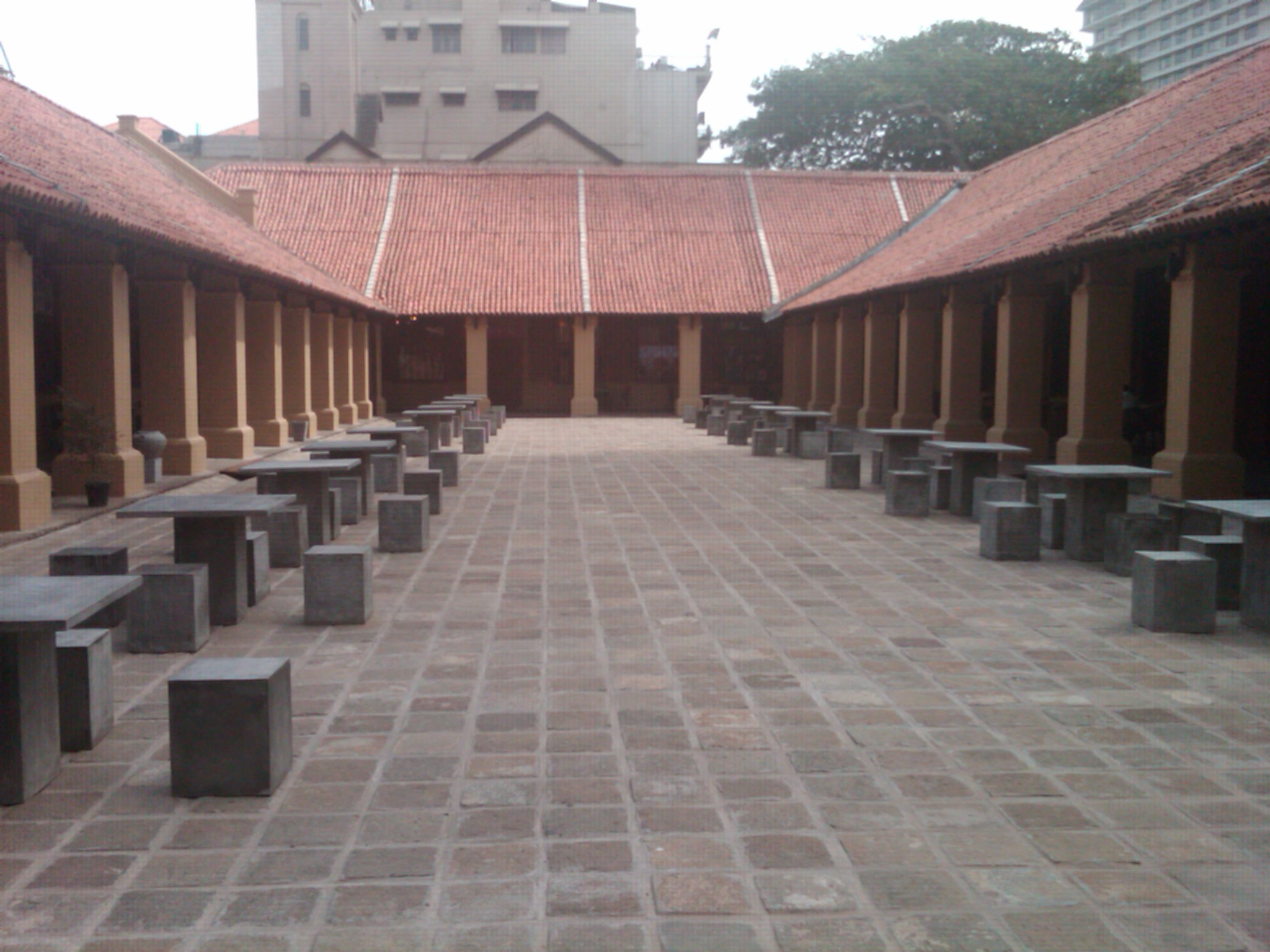
De binnenplaats van het winkelcentrum Dutch Hospital in Colombo, Sri Lanka.

Het Old Colombo Dutch Hospital (bekend als The Dutch Hospital ) wordt beschouwd als het oudste gebouw in de wijk Fort van Colombo en dateert uit het Nederlandse koloniale tijdperk in Sri Lanka. Het is nu een monumentaal pand met winkel- en eetgelegenheden.

## Geschiedenis

### Nederlandse tijd
Door de Nederlanders gebouwd als ziekenhuis is het door de jaren heen voor verschillende doeleinden gebruikt. Het wordt verondersteld te bestaan sinds 1681, zoals opgetekend door de Duitse Christopher Schweitzer. Eind 18de eeuw is het nog aanzienlijk uitgebreid zodat het rond de 300 patienten kon herbergen. Als ziekenhuis diende het om voor de gezondheid van de officieren en ander personeel van de Vereenigde Oostindische Compagnie te zorgen. Door de nabijheid van de haven kon het ziekenhuis Nederlandse zeevarenden bedienen.
Het ziekenhuis genoot een zeer goede reputatie en wordt genoemd in diverse reisverslagen. Patiëntenkleding werd geïmporteerd uit Tuticorin, India..De meeste patiënten hadden een matje om op te liggen en de ergste zieken een matras. De chirurg met de langste staat van dienst in het ziekenhuis van Colombo was Barend Alleman van Ligtenvoord. Alleman streefde naar verbetering van de omstandigheden in het ziekenhuis, inclusief meer voorzieningen. De bekendste van alle chirurgen die in het ziekenhuis van Colombo werkten, is ongetwijfeld Paul Hermann, die diende van 1672 tot 1679. Hermann wordt beschreven als de vader van de plantkunde in Sri Lanka.
Schilderijen uit die tijd laten zien dat er ooit een gracht liep langs wat nu Canal Row Lane is. De gracht werd gedempt door de Britten na hun verovering van de stad.

### Na de onafhankelijkheid
Het gebouw was van het begin van de jaren tachtig tot de jaren negentig het politiebureau van Colombo Fort. Daarvoor huisvestte het de apothekersvereniging van Colombo. Het leed zware schade tijdens de LTTE aanval die volgde op de bomaanslag op de centrale bank in 1996. In 2011 is het ingericht als een winkel- en eetcentrum, waarbij de historische architectuur bewaard is gebleven.

## Architectuur
Het ziekenhuis is een voorbeeld van de zeventiende-eeuwse Nederlandse koloniale architectuur.
Het gebouw heeft vijf vleugels die twee binnenplaatsen vormen. Het is ontworpen om de hitte en vochtigheid buiten te houden en binnen een comfortabele omgeving te bieden. Zoals bij veel Nederlandse gebouwen in Colombo uit die tijd, zijn de muren 50 cm dik. Het gebouw is voorzien van massieve teakhouten balken. De bovenverdieping heeft een houten vloer en bevindt zich in de voorvleugel. Hij is te bereiken met een houten trap. Een lange open veranda loopt langs de lengte van elke vleugel van het gebouw.  
Schilderijen van het voor- en achteraanzicht van het ziekenhuis in Colombo, gemaakt in 1771 door een Nederlandse kunstenaar - vermoedelijk Johannes Rach - worden bewaard in het Koninklijk Instituut voor Taal-, Land- en Volkenkunde te Leiden, in Nederland. Hieruit blijkt dat het gebouw weinig is veranderd.

## Afbeeldingen

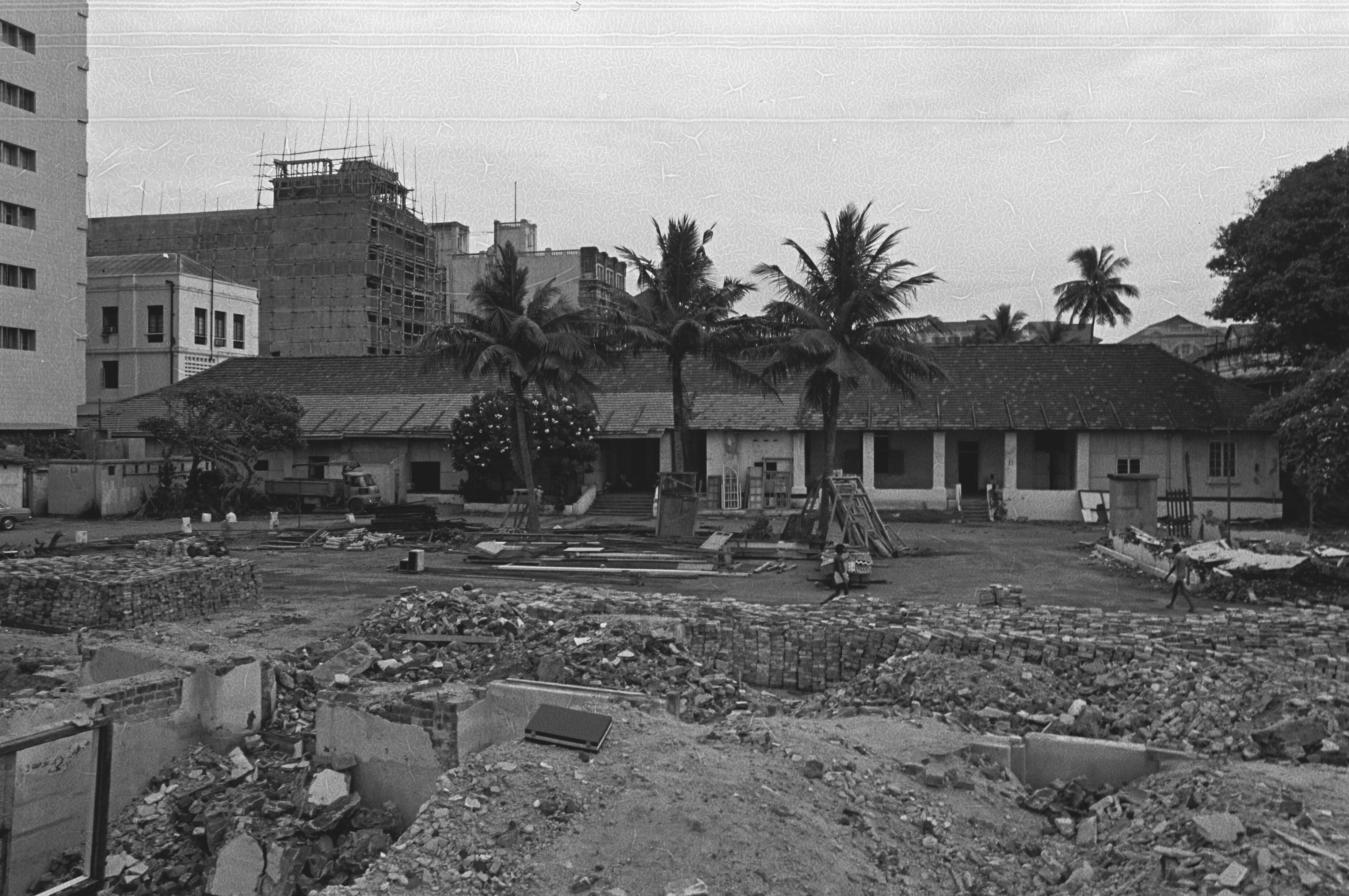
Het hospitaal in 1980
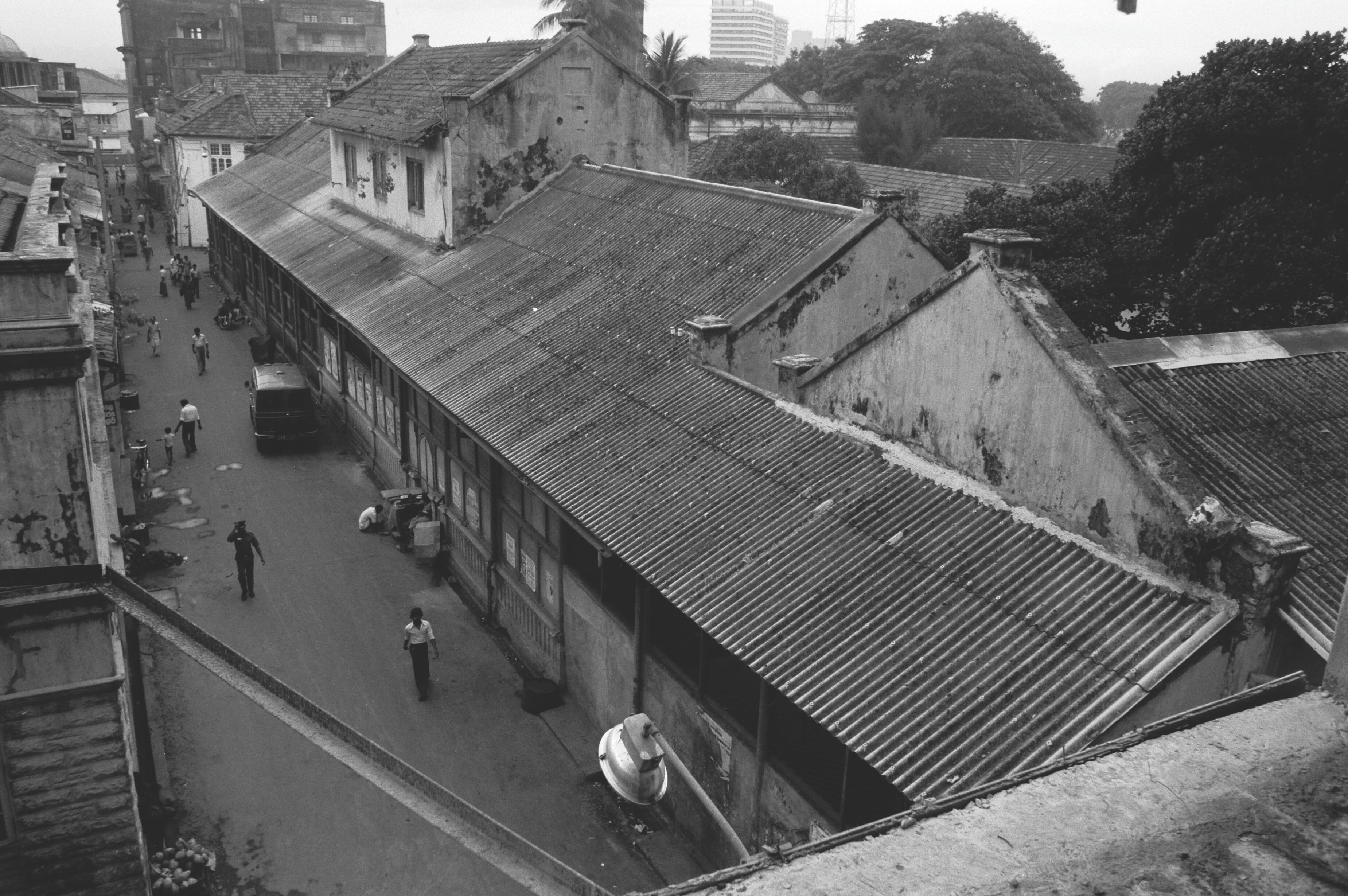
1980
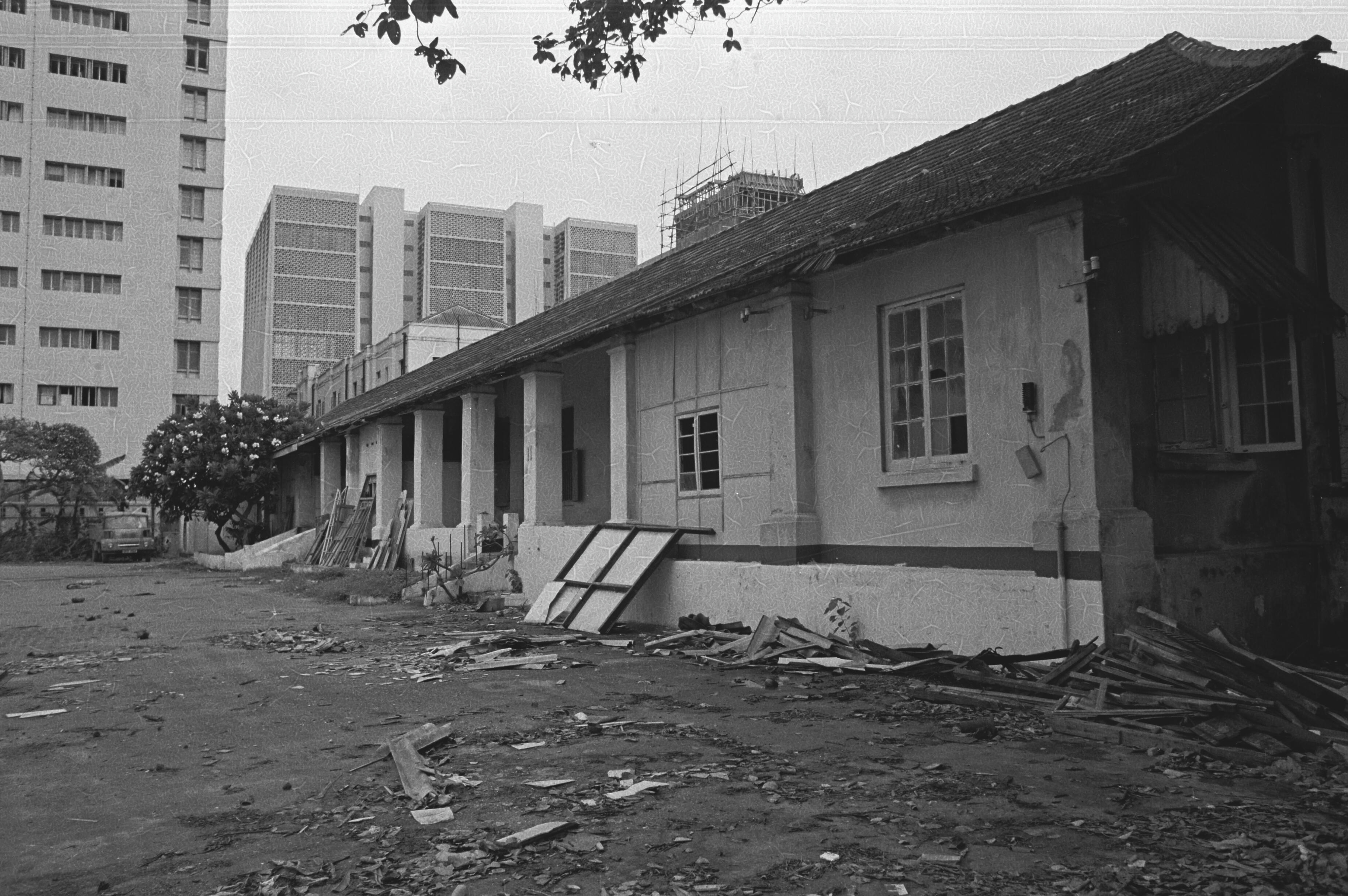
1980
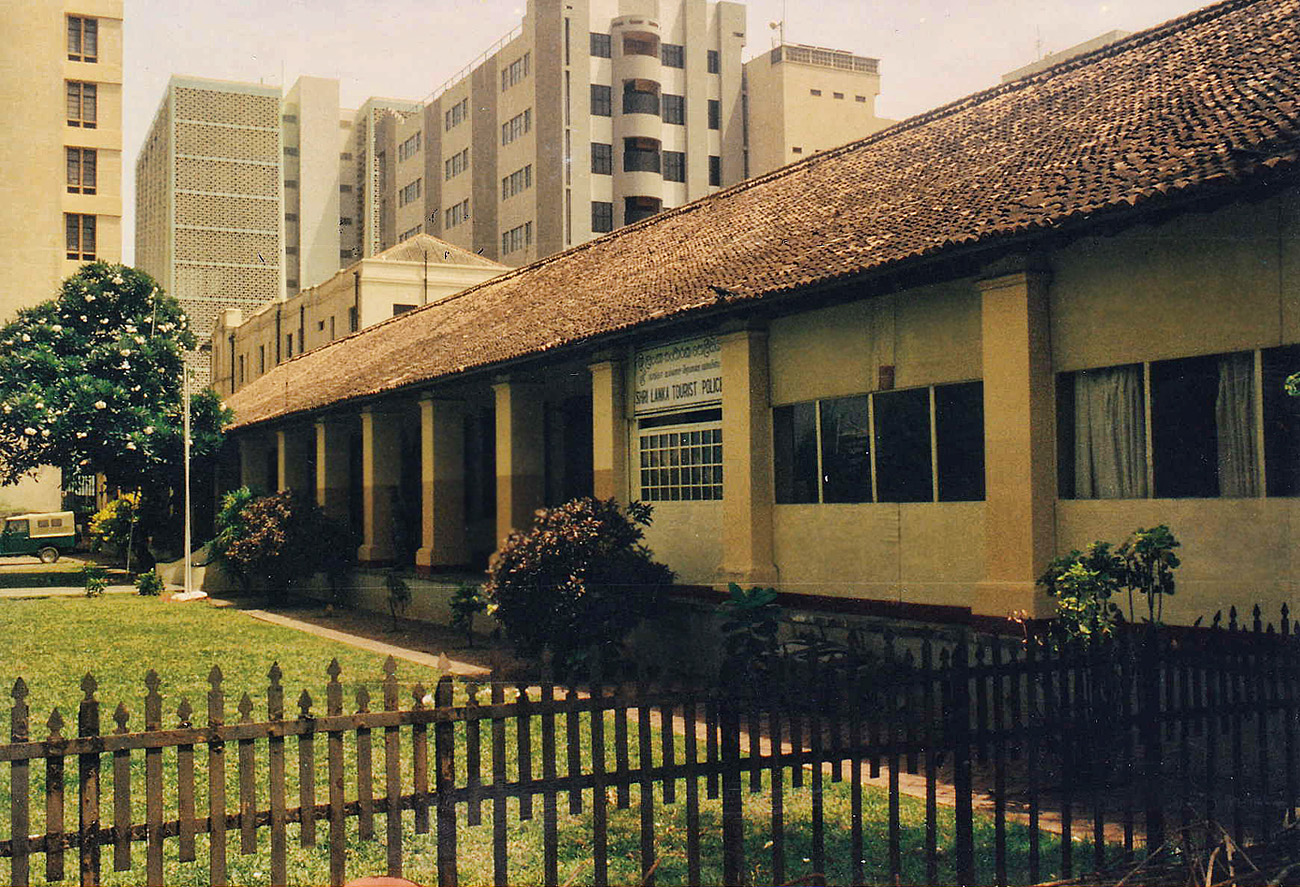
1991
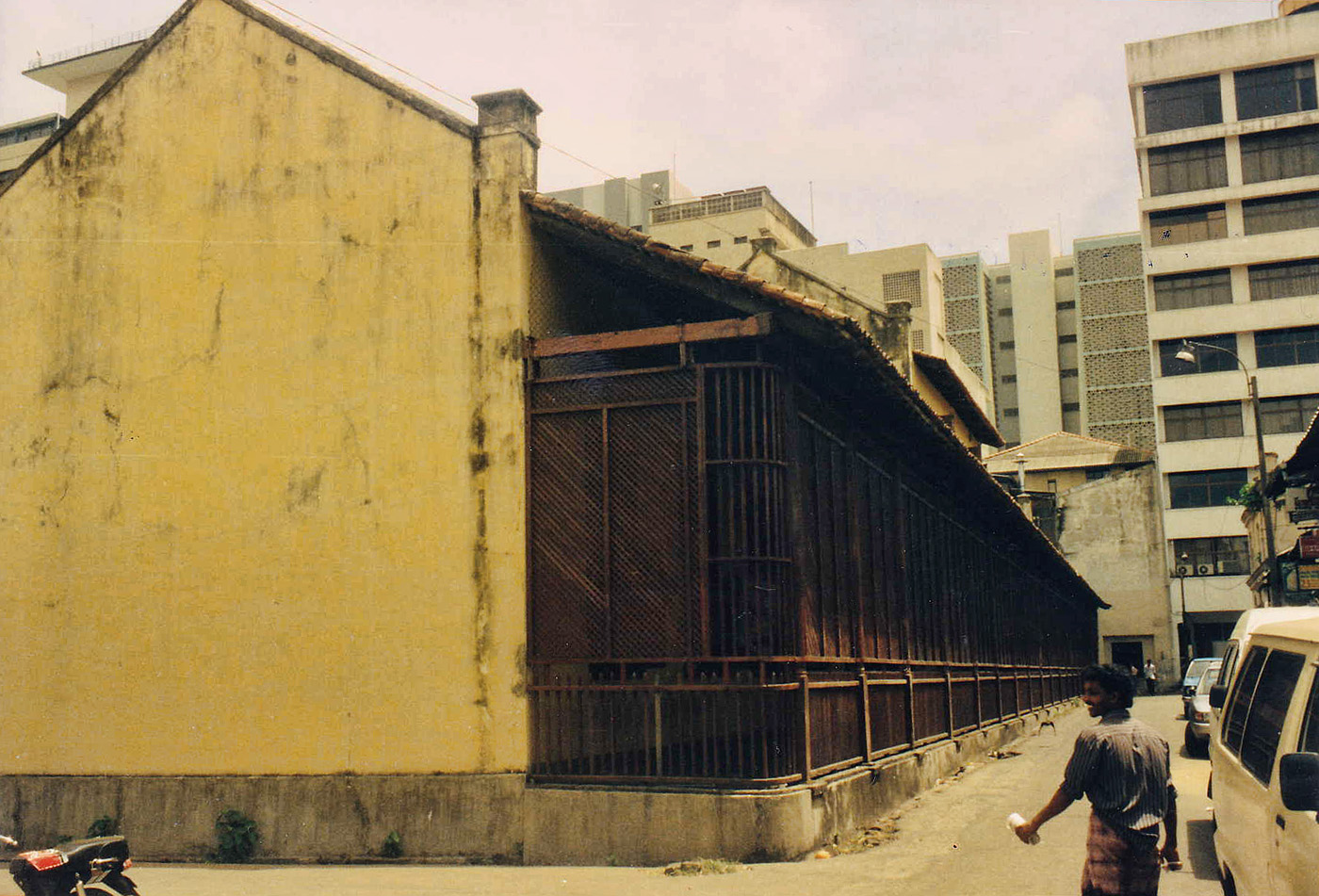
1991
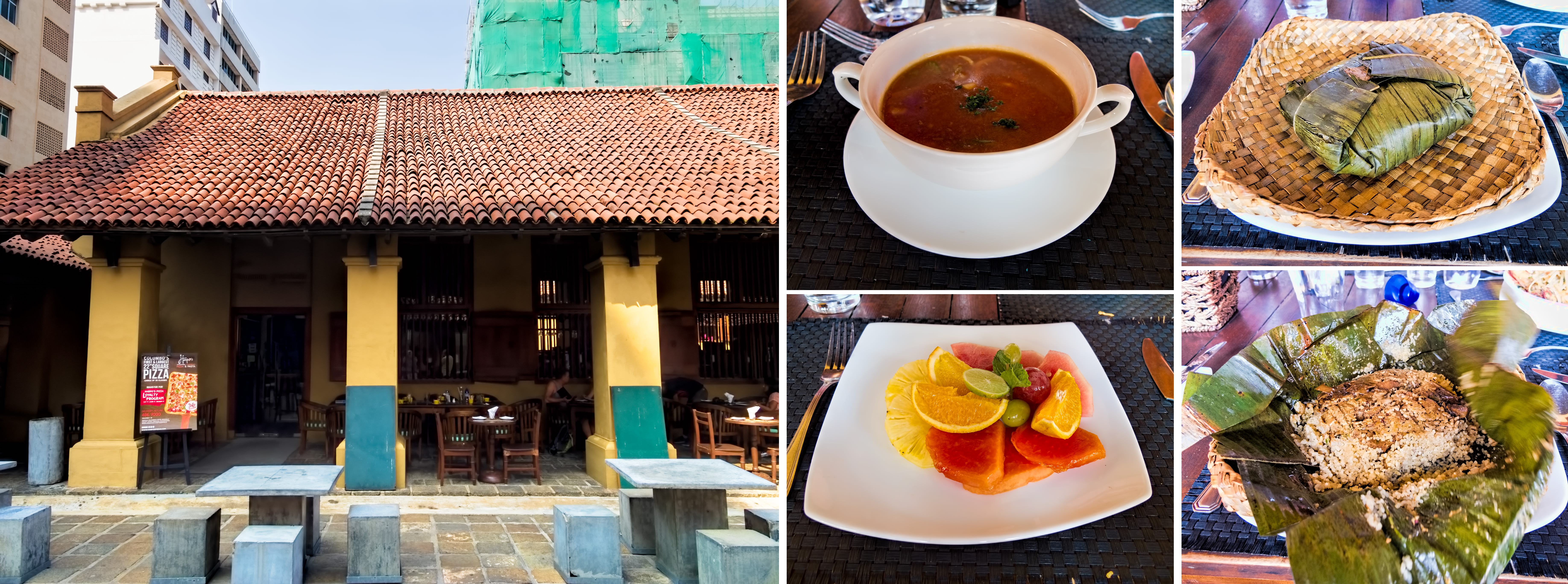
Colombo Fort café in 2016